# Pape M'Bow
Pour les articles homonymes, voir M'Bow.
Pape Daouda M'Bow, né le 22 mai 1988 à Guédiawaye, est un footballeur sénégalais qui évolue au poste de défenseur central. Il peut également évoluer au poste de milieu de terrain.

## Biographie

### Début à l'Olympique de Marseille
Pape M'Bow évolue tout d'abord avec l'équipe réserve de l'OM qui évolue en CFA 2, en tant que titulaire, puis est régulièrement appelé fin 2007 et début 2008 dans le groupe pour pallier les absences des défenseurs Gaël Givet, Julien Rodriguez, Jacques Faty et Ronald Zubar. En septembre 2007, il devient international espoirs sénégalais, et participe aux qualifications de son pays pour obtenir une place aux Jeux olympiques de Pékin. Il fait sa première apparition chez les professionnels le 13 janvier 2008 lors d'un match de Ligue 1 disputé contre le Stade rennais. 
Le 16 juin 2008, il signe son premier contrat professionnel, avec l'Olympique de Marseille, pour une durée de trois ans. Le 31 janvier 2009, Pape est prêté en National à l'AS Cannes pour gagner du temps de jeu. Régulièrement titulaire, il contribue aux bons résultats de l'équipe qui finit à la quatrième place en fin de saison.
Dès le début de la saison 2009-2010, le nouvel entraîneur de l'OM Didier Deschamps l'intègre au groupe professionnel. Mais la concurrence au poste d'arrière droit est importante derrière le titulaire Laurent Bonnart et les remplaçants Garry Bocaly et Charles Kaboré, il ne fait aucune apparition en championnat lors de la première partie de saison. Cependant en janvier 2010, Didier Deschamps le fait rentrer sur la pelouse à quatre reprises lors de matches de coupe de France, de coupe de la Ligue et lors de la 21e journée de Ligue 1 contre Le Mans puis trois autres matches jusqu'à la fin de la saison dont sa première titularisation contre le RC Lens en coupe de France. Cette saison là, il est champion de France avec l'OM.
Le 23 août 2010, M'Bow est prêté en Ligue 2 à l'AC Ajaccio. Il ne joue que deux matchs avec le club corse en entrant deux fois en jeu en septembre contre l'Évian TG et le Vannes OC. Fin décembre 2011, il retourne à Marseille et met fin à son prêt en Ligue 2. Le 26 janvier 2011, il est de nouveau prêté à l'AS Cannes en National pour six mois. Il joue treize rencontres et marque deux buts en championnat.
Lors de la saison 2011-2012, il est prêté au RAEC Mons dans le championnat belge. Il y joue seulement quatre rencontres. 
Après six mois à l'OM, il est prêté à l'Amiens SC, club de National. Il joue seize matchs pour un but. À l'issue de la saison, il est libéré de son contrat avec l'Olympique de Marseille.

### Exil en Grèce
Le 5 juillet 2013 il rejoint le Championnat de Grèce en signant avec le Panthrakikos FC. Il joue 30 matchs lors de la première saison et marque un but. La saison suivante, il est de nouveau régulièrement utilisé et participe à 33 rencontres pour un but mais quitte le club à la fin de la saison pour rejoindre l'Atromitos FC.

## Statistiques
| Saison                | Club                    | Championnat           | Championnat | Championnat | Coupe nationale | Coupe nationale | Coupe de la Ligue | Coupe de la Ligue | Compétition(s) continentale(s) | Compétition(s) continentale(s) | Compétition(s) continentale(s) | Total | Total |
| Saison                | Club                    | Division              | M.          | B.          | M.              | B.              | M.                | B.                | Comp.                          | M.                             | B.                             | M.    | B.    |
| 2007-2008             | Olympique de Marseille  | Ligue 1               | 1           | 0           | -               | -               | -                 | -                 | -                              | -                              | -                              | 1     | 0     |
| 2008-2009             | AS Cannes (prêt)        | National              | 11          | 0           | -               | -               | -                 | -                 | -                              | -                              | -                              | 11    | 0     |
| 2009-2010             | Olympique de Marseille  | Ligue 1               | 3           | 0           | 2               | 0               | 2                 | 0                 | C3                             | 1                              | 0                              | 8     | 0     |
| 2010-2011             | AC Ajaccio (prêt)       | Ligue 2               | 2           | 0           | -               | -               | -                 | -                 | -                              | -                              | -                              | 2     | 0     |
| 2010-2011             | AS Cannes (prêt)        | National              | 13          | 2           | -               | -               | -                 | -                 | -                              | -                              | -                              | 13    | 2     |
| 2011-2012             | RAEC Mons (prêt)        | Jupiler League        | 3           | 0           | 1               | 0               | -                 | -                 | -                              | -                              | -                              | 4     | 0     |
| 2012-2013             | Olympique de Marseille  | Ligue 1               | -           | -           | 1               | 0               | -                 | -                 | C3                             | 2                              | 0                              | 3     | 0     |
| 2012-2013             | Amiens SC (prêt)        | National              | 16          | 1           | -               | -               | -                 | -                 | -                              | -                              | -                              | 16    | 1     |
| 2013-2014             | Panthrakikos FC         | Super League          | 29          | 1           | 1               | 0               | -                 | -                 | -                              | -                              | -                              | 30    | 1     |
| 2014-2015             | Panthrakikos FC         | Super League          | 30          | 1           | 3               | 0               | -                 | -                 | -                              | -                              | -                              | 33    | 1     |
| 2015-2016             | Atromitos FC            | Super League          | 1           | 0           | -               | -               | -                 | -                 | C3                             | 2                              | 0                              | 3     | 0     |
| 2016-2017             | US Créteil-Lusitanos    | National              | 7           | 1           | -               | -               | -                 | -                 | -                              | -                              | -                              | 7     | 1     |
| 2017-2018             | US Créteil-Lusitanos    | National              | 16          | 0           | -               | -               | -                 | -                 | -                              | -                              | -                              | 16    | 0     |
| 2018-2019             | RE Virton               | Division 1 Amateur    | 18          | 0           | 6               | 0               | -                 | -                 | -                              | -                              | -                              | 24    | 0     |
| 2019-2020             | Le Puy Foot 43 Auvergne | National              | 7           | 0           | -               | -               | -                 | -                 | -                              | -                              | -                              | 7     | 0     |
| Total sur la carrière | Total sur la carrière   | Total sur la carrière | 139         | 6           | 14              | 0               | 2                 | 0                 | -                              | 5                              | 0                              | 160   | 6     |

## Palmarès
Avec l'Olympique de Marseille, il est champion de France en 2010.